# 港の伊達男
『港の伊達男』（みなとのだておとこ）は、1934年（昭和9年）に日本で製作・公開されたサイレント映画である。製作・配給大都映画。

## スタッフ
- 監督 : 大江秀夫
- 脚本 : 谷逸馬
- 原作 : 谷逸馬
- 撮影 : 石川東橘

## キャスト
- 隼秀人
- 琴路美津子
- 北見礼子
- 高村栄一